# آسکوئیت، ساسکاچوان
آسکوئیت، ساسکاچوان (به انگلیسی: Asquith, Saskatchewan) یک شهرک در کانادا است که در ساسکاچوان واقع شده‌است.

## خصوصیات
آسکوئیت ۵۷۶ نفر جمعیت دارد.